# Ветрен (остров)
Вижте пояснителната страница за други значения на Ветрен.
Остров Ветрен (на румънски: Ciocănești, Чьокънещи) е остров в р. Дунав, разположен от 390,6 до 394 км по течението на реката със спорна принадлежност: на Румъния (окръг Кълъраш) или на България (Област Силистра, община Силистра).
Намира се под фактически румънски контрол със статут на природен резерват. Неговата принадлежност предстои да бъде определена от оспорващите държави.
Простира се непосредствено северно от езерото Сребърна и североизточно от село Ветрен. Площта му е 2,8 km2, която му отрежда 8-о място по големина сред българските дунавски острови и е най-източният от големите български дунавски острови. Има елипсовидна форма с дължина 3,5 км и максимална ширина от 0,8 км. От българския бряг го отделя канал с минимална ширина от 350 м, в който е разположен по-малкия остров Девня. Максималната му надморска височина е 25 м и се намира в централната му част и представлява около 15 м денивелация над нивото на река Дунав. Изграден от речни наноси и е обрасъл предимно с върба. При високи дунавски води ниските му части се заливат. Местообиталище на много водоплаващи птици.

## Топографска карта
- Лист от карта L-35-139. Мащаб: 1 : 100 000.